# جون دي بورمان
جون دي بورمان (بالإنجليزية: John de Borman)‏ (و. 1954 – م) هو مصور سينمائي من فرنسا. ولد في باريس.

## وصلات خارجية
- جون دي بورمان على موقع IMDb (الإنجليزية)
- جون دي بورمان على موقع قاعدة بيانات الأفلام العربية
- جون دي بورمان على موقع ألو سيني (الفرنسية)
- جون دي بورمان على موقع أول موفي (الإنجليزية)
- جون دي بورمان على موقع بوكس أوفيس موجو (الإنجليزية)
- جون دي بورمان على موقع قاعدة بيانات الأفلام السويدية (السويدية)
- جون دي بورمان على موقع قاعدة بيانات الفيلم (الإنجليزية)
- جون دي بورمان على موقع كينوبويسك (الروسية)